# Johnny Brooks
Pour les articles homonymes, voir Brooks.
Johnny Brooks, né le 23 décembre 1931 à Reading et mort le 7 juin 2016 à Bournemouth, est un footballeur international anglais qui évolue au poste d'attaquant.

## Biographie
Johnny Brooks évolue principalement en faveur des clubs de Reading, Tottenham, Chelsea et Brentford.
Il dispute 348 matchs au sein des championnats anglais, inscrivant 94 buts. Il joue en première division avec Tottenham et Chelsea. Il inscrit 11 buts avec Tottenham lors des saisons 1955-1956 et 1956-1957. Il marque également 22 buts en quatrième division avec Brentford lors de la saison 1962-1963.
Johnny Brooks est sélectionné à trois reprises en équipe d'Angleterre lors de l'année 1956, inscrivant deux buts.
Il joue son premier match en équipe nationale le 14 novembre 1956, contre le Pays de Galles. Il inscrit un but lors de ce match, pour une victoire 3-1 à Wembley. Il joue son second match le 28 novembre 1956, contre la Yougoslavie, au cours duquel il marque un nouveau but, avec pour résultat une victoire 3-0 à Wembley. Il reçoit sa dernière sélection le 5 décembre 1956, lors d'un match contre le Danemark rentrant dans le cadre des éliminatoires du mondial 1958 (victoire 5-2 à Wolverhampton).